# Vinbarbital
Vinbarbital es una droga hipnótica que es un derivado de los barbitúricos. Fue desarrollado por Sharp y Dohme en 1939.